# هوازج العالم القديم

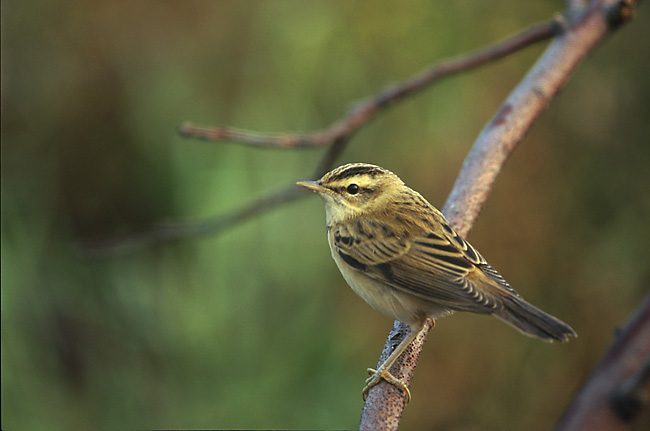

الطيور المغردة من العالم القديم أو هوازج العالم القديم (بالإنجليزية: Old World warbler) (فصيلة: Sylviidae) ، تنتمي الي رتبة عصفوريات (باللاتينية: Passeriformes) ، وهي عبارة عن مجموعة كبيرة من الطيور التي تم تجميعها من قبل في عائلة طيور Sylviidae. وتضم المجموعة أكثر من 400 نوع في أكثر من 70 جنسًا، وكانت مصدرًا للكثير من الارتباك التصنيفي. وفي البداية، تم تقسيم عائلتين، هما عائلة cisticolas إلى Cisticolidae وعائلة الصعو إلى Regulidae. وخلال الأعوام العشرة الأخيرة، كانت موضوعًا للكثير من الأبحاث وتم وضع العديد من الأجناس في عائلات أخرى الآن، بما في ذلك Acrocephalidae وCettiidae وPhylloscopidae وMegaluridae. وبالإضافة إلى ذلك، تم نقل بعض الأنواع إلى عائلات موجودة، أو لم يتم تقرير وضعها في عائلات بشكل تام بعد. وتم وضع عائلة صغيرة من الطيور المغردة بالإضافة إلى بعض طيور الثرثار التي كانت موضوعة من قبل في عائلة Timaliidae وعائلة parrotbill في عائلة أصغر بكثير، ألا وهي عائلة Sylviidae.

## الخصائص
بصفة عامة، معظم الطيور المغردة من العالم القديم لها شكل غير مميز، رغم أن بعض الأنواع الأسيوية مميزة بشكل واضح. وغالبًا ما تكون الأجناس متطابقة، إلا أنها يمكن أن تكون متميزة بشكل واضح، خصوصًا فيما يتعلق بالجنس Sylvia. وحجمها يتراوح بين الصغير إلى المتوسط، حيث يتراوح طولها بين 9 إلى 16 سم، مع وجود منقار صغير وحاد للغاية. وتقريبًا كل الأنواع تقتات على الحشرات، رغم أنها بعضها يمكن أن يتناول الفاكهة أو الرحيق أو البذور صغيرة الحجم.
وأغلب هذه الأنواع أحادية التزاوج وتقوم ببناء أعشاش بسيطة تشبه الكؤوس في المناطق النباتية الكثيفة. وتبيض هذه الأنواع ما بين بيضتين إلى 6 بيضات في كل قبضة، حسب النوع. ويساعد الأب والأم في تربية الصغار، التي تكون لديها القدرة على الطيران عندما يصل عمرها إلى أسبوعين.

## وصلات خارجية
- Old World warblers videos on the Internet Bird Collection
- (بالفرنسية) مرجع موسوعة الحياة (EOL) : هوازج العالم القديم

[still use obsolete taxomony. EoL has Panurus picture, which is as wrong as it can be!]